# Rothschildia catenigera
Rothschildia catenigera är en fjärilsart som beskrevs av Max Wilhelm Karl Draudt 1929. Rothschildia catenigera ingår i släktet Rothschildia och familjen påfågelsspinnare. Inga underarter finns listade.